# RS 80 MARS
Il sistema RS 80 MARS (Mittlere Artillerieraketensystem) era un lanciarazzi multiplo semovente progettato da un consorzio anglo-italo-tedesco negli anni settanta del XX secolo e rimasto allo stadio di prototipo.

## Storia del progetto
Tra la fine degli anni sessanta e l'inizio degli anni settanta del XX secolo, i principali paesi del mondo si preoccuparono di costruire sistemi di lanciarazzi multipli a lungo raggio, al fine di potenziare la propria artiglieria. Alcuni paesi iniziarono a progettare nuovi MLRS in modo indipendente, mentre altri, a loro volta, decisero di unirsi in progetti comuni. Agli inizi degli anni settanta, i governi di Germania ovest, Gran Bretagna e l'Italia avviarono lo sviluppo di un comune progetto, designato RS 80 MRL.
Lo scopo del progetto RS 80 MRL ("Rocket System 80") era la realizzazione di un nuovo sistema lanciarazzi a lungo raggio in grado di utilizzare vari tipi di munizioni, e di colpire bersagli molto addietro al fronte nemico. Era stato pianificato lo sviluppo di nuovi razzi non guidati dotati di una gittata fino a 60-80 km. Tre società furono coinvolte nello sviluppo del nuovo progetto: la MBB della Germania occidentale, la British Hunting Engineering inglese e la OTO Melara italiana. Alcuni dettagli della cooperazione trilaterale sono noti. Principale contraente del nuovo sistema era l'industria tedesca MBB, che doveva sviluppare le submunizioni trasportate dal razzo e costruire il primo prototipo del sistema. Sei razzi in calibro 280 mm erano trasportati da ciascun veicolo lanciatore, e avevano una gittata tra i 40 e gli 80 km. L'industria italiana OTO Melara doveva realizzare alcune apparecchiature telemetriche e la testata di guerra a frammentazione.
Fino alla metà degli anni settanta, lo sviluppo del progetto RS 80 andò avanti senza problemi, ma nel 1975 le opinioni iniziarono a divergere. Gli inglesi chiesero di privilegiare la precisione del tiro in combattimento, mentre tedeschi e gli italiani, sulla base di loro considerazioni, davano priorità all'alta alta velocità del razzo che doveva colpire il bersaglio dopo una brevissima traiettoria di volo. L'adempimento simultaneo di tali requisiti si rivelò impossibile da attuare, e dopo numerose discussioni nel 1975, il Regno Unito decise di abbandonare il progetto RS 80 iniziando a sviluppare un proprio sistema MLRS.
I lavori di progettazione continuarono comunque, ed emerse che, con i nuovi tipi missili, il veicolo lanciatore aveva un peso troppo elevato.  Al fine di garantire un'ottima mobilità, nel 1976 venne realizzato dalle due industrie, con la partecipazione di altri contraenti come la Wegmann, il prototipo dell'RS-80 su scafo del carro armato Krauss-Maffei Leopard 1 che stava entrando in servizio in grandi quantità sia in Germania che in Italia (920). In sostituzione della torretta fu montato un lanciarazzi a sei canne, dotato di brandeggio sui 360°, che in posizione di marcia veniva trasportato con la parte anteriore posizionata sopra il retro dello scafo del carro al fine di consentire una migliore ricarica. Infatti i razzi di riserva erano trasportati a bordo di un apposito veicolo (TMZ). Il dispositivo di sollevamento verteva su un lanciarazzi a 6 canne in calibro 280 mm, posizionate in due gruppi triangolari di tre sui lati esterni, collegati tra loro da un apposito ponte. Il sistema era dotato di corazzatura al fine di proteggere i razzi dai colpi di armi di piccolo calibro. Lo scafo del Leopard 1 garantiva ottime caratteristiche in fatto di manovrabilità sia su strada che su terreni accidentati.
A causa degli elevatissimi costi il governo tedesco decise di abbandonare il progetto RS-80 in favore della modernizzazione dei complessi LARS allora in servizio, che al termine dei lavori ebbero la denominazione di LARS-2, mentre l'Italia iniziò lo sviluppo di una nuova famiglia di lanciarazzi designata FIROS. L'unico prototipo costruito di RS 80 MARS è sopravvissuto fino ai giorni nostri, ed è conservato in un museo dei corazzati tedesco.